# Княжий двор (Дубровник)

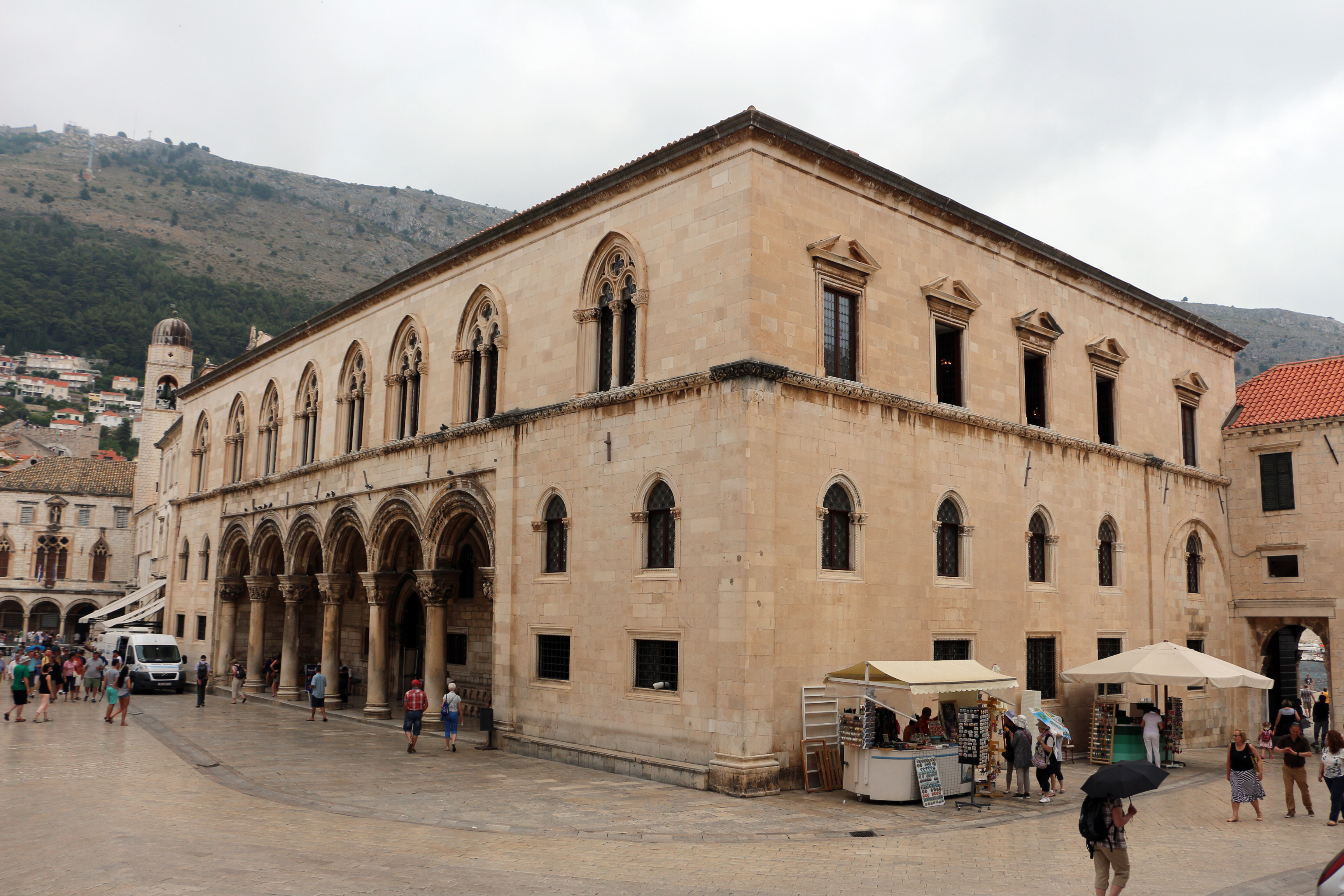
Княжий двор

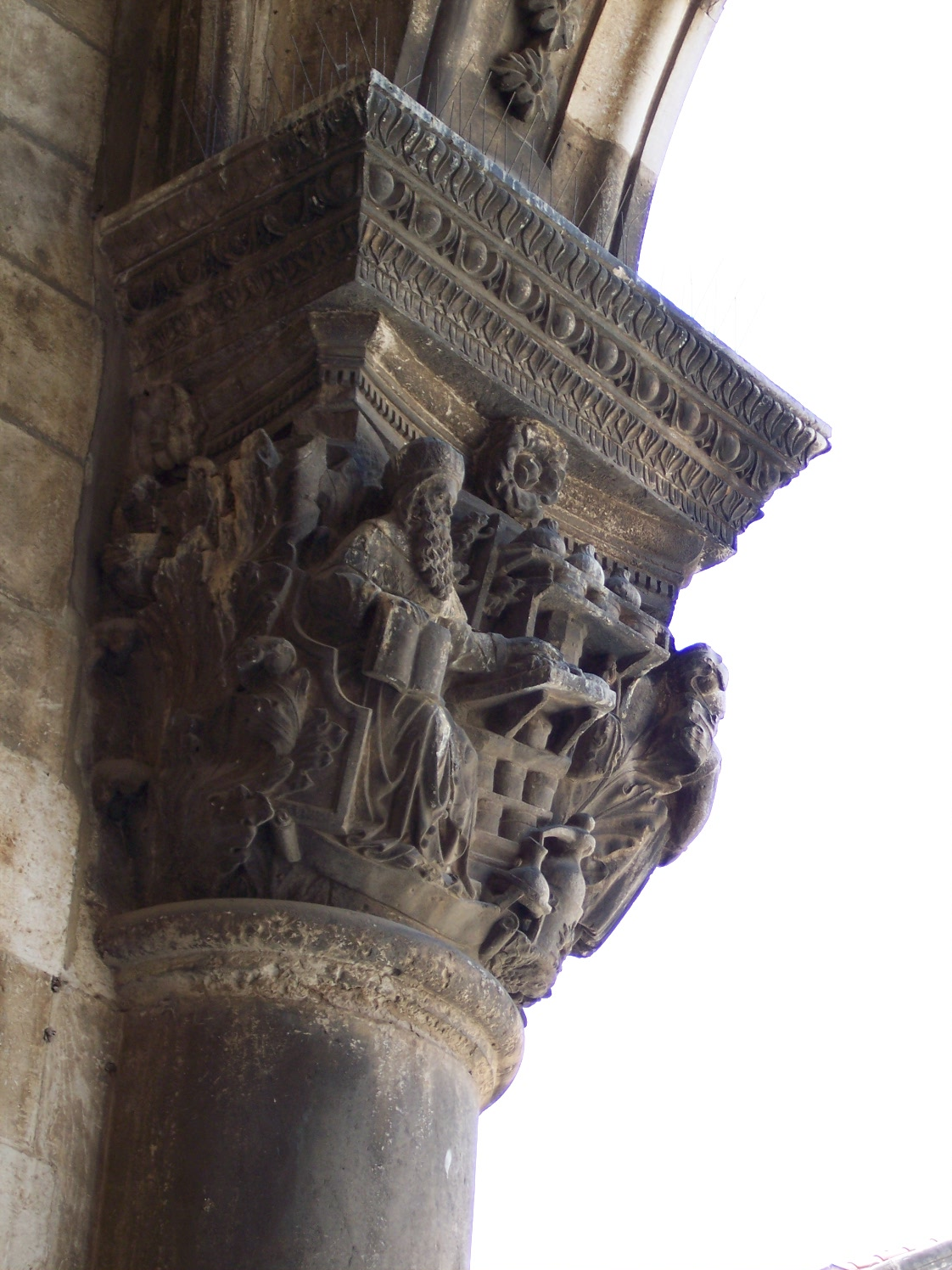
Барельеф на колонне дворца с изображением бога Асклепия, работа скульптора Петра Мартынова.

Княжий двор (хорв. Knežev dvor) — дворец, памятник истории и архитектуры в Дубровнике, Хорватия.

## История
Дворец, построенный в смешанном стиле готики и раннего Ренессанса, был построен в XV веке как место пребывания князя. Каждый месяц один из членов правления республики Дубровник избирался князем и заселялся в дворец. Над входом была высечена надпись: «Забудьте личные дела, думайте о государстве», при этом сам правитель не мог выходить из здания по личным делам, а только для исполнения своих прямых обязанностей или в случае болезни. Во дворце располагались жилые комнаты для князя, кабинет, зал для совещаний, суд, тюрьма, оружейный склад и пороховой погреб. Также, здесь хранились ключи, которыми запирались городские ворота на ночь.
В 1435 году дворец сильно пострадал от взрыва и находился долгое время на масштабной реконструкции до 1463 года. Ещё раз здание подверглось разрушению в 1667 году во время сильного землетрясения. Был нанесён ущерб внутреннему и внешнему убранству дворца, на устранение которого ушло около 30 лет.
Дворец служил княжеской резиденцией до 1808 года, когда французский маршал Огюст Мармон отменил республиканскую форму правления в Дубровнике.
Сегодня здесь находится городской музей, а также единственный памятник, поставленный за все века существования Дубровницкой республики — богатому моряку Михо Працату, завещавшему ей всё своё состояние в XVII веке.